# Jaye Davidson
Jaye Davidson (nascido Alfred Amey; 21 de março de 1968) é um modelo inglês, estilista de moda e ator aposentado. Ele fez sua estreia como ator como Dil no filme de suspense The Crying Game (1992), pelo qual recebeu uma indicação ao Oscar de Melhor Ator Coadjuvante. Após sua descoberta, ele interpretou o vilão Rá no filme de ficção científica de sucesso comercial Stargate (1994). Davidson deixou de atuar depois, não gostando da fama que os papéis lhe trouxeram.

## Biografia
Davidson nasceu em Riverside, Califórnia, e foi criado em Borehamwood, em Hertfordshire, Inglaterra. Seu pai é de Gana e sua mãe é da Inglaterra. Davidson é gay. Durante sua carreira de ator, ele disse que sua aparência andrógina o alienou da comunidade gay. Ele afirmou que os gays "adoram homens muito masculinos. E não sou uma pessoa muito masculina. Sou razoavelmente magro. Tenho cabelo comprido, o que não é muito popular entre os gays." Em 2017, ele se casou com Thomas Clarke.

## Carreira
Davidson, que não tinha experiência anterior em atuação profissional, foi descoberto em uma festa de encerramento de Edward II, de Derek Jarman, e foi convidado para um teste para The Crying Game. Ele foi escalado para o papel de Dil. O filme foi um sucesso de crítica e popular. É conhecido por uma reviravolta surpresa na trama: uma cena de amor em que Dil se despe e o personagem principal Fergus (interpretado por Stephen Rea) descobre que Dil é transgênero. A cena exigia nudez frontal total. Rea disse mais tarde: “Se Jaye não fosse uma mulher completamente convincente, meu personagem teria parecido estúpido.” Quando o filme foi lançado, a Miramax solicitou que os críticos mantivessem em segredo o gênero de Davidson.
Por seu trabalho em The Crying Game, Davidson foi indicado ao Oscar de Melhor Ator Coadjuvante e ao Prêmio BAFTA de Melhor Ator Coadjuvante em 1993. Davidson também recebeu indicações para Chicago Film Critics Association Award de Ator Mais Promissor e o Chicago Film Critics Association Award de Atriz Mais Promissora em 1993.
Davidson estrelou como Rá, um alienígena personificando um deus, no filme de aventura de ficção científica de 1994, Stargate. Ele ficou surpreso quando eles concordaram em pagar sua taxa de US$ 1 milhão.
Davidson mais tarde se aposentou como ator, afirmando que "genuinamente odiava a fama" que estava recebendo. Ele se envolveu mais com modelagem, e desde então trabalhou em diversas sessões de fotos de alto perfil, além de trabalhar como estilista de moda em Paris.

## Filmografia
| Ano  | Título                | Personagem        | Diretor         | Notas |
| ---- | --------------------- | ----------------- | --------------- | --- |
| 1992 | The Crying Game       | Dil               | Neil Jordan     | National Board of Review Award de Estreia mais auspiciosa Indicado — National Society of Film Critics Award de Melhor Ator Coadjuvante Indicado — Oscar de Melhor Ator Coadjuvante Indicado — Prêmio BAFTA de Melhor Ator em um Papel coadjuvante Indicado — Chicago Film Critics Association Award de Ator Mais Promissor Indicado — Chicago Film Critics Association Award de Atriz Mais Promissora |
| 1994 | Stargate              | Rá                | Roland Emmerich | |
| 1995 | Catwalk               | Ele mesmo         | Robert Leacock  | Documentário |
| 2009 | The Borghilde Project | Fotógrafo nazista | Myles Grimsdale | |

### Televisão
| Ano  | Título         | Personagem | Notas     |
| ---- | -------------- | ---------- | --------- |
| 1994 | Jiggery Pokery | Jo         | Telefilme |